# Longhorn Network
Longhorn Network est une chaîne du réseau américain ESPN lancée le 26 août 2011 pour diffuser des programmes régionaux sportifs de l'Université du Texas à Austin. Elle est diffusée sur des réseaux câblés principalement au Texas. La chaîne est un partenariat entre l'université d'Austin, ESPN et IMG College, et est gérée par ESPN.

## Historique
Le 20 janvier 2011, ESPN signe un contrat de 20 ans et 300 millions d'USD pour une chaîne dédiée aux évènements sportifs des Texas Longhorns de l'Université du Texas à Austin, devant débuter en septembre 2011.
Le 3 avril 2011, le nom et le logo de la chaîne sont révélés lors d'un match du printemps.
Le 26 août 2011, la chaîne Longhorn Network est lancée conjointement entre ESPN et l'université du Texas.